# أضرار تأديبية
أضرار تأديبية  أو تعويضات تأديبية  في القانون الإنجليزي Punitive damages أو exemplary damages هي أحكام قانونية بتعويضات يحكم بها بغرض ردع المدعى عليه والآخرين من ارتكاب مثل فعل مشين ارتكبه المدعى عليه في حق المدعي، لا يناسب الحكم في تعويض خسارة المدعي فقط ولكن بهدف معاقبة المدعى عليه على فعل ارتكبه بنية سيئة، مثل التشهير والقذف ضد المدعي. يتلقى المدعي جزءا من المبلغ الرادع الذي تحكم به المحكمة.
وتنطق بأحكام الأضرار التأديبية في قضايا التعويض عن أضرار عندما يكون التعويض المادي بسيط لا يتناسب مع إساءة المدعي علية في حق المتضرر، وارتكابه الفعلة بنية سيئة. والمحكمة في ذلك تصدر حكمها بغرض ردع الآخرين عن تلك التصرفات بقصد الإضرار والإساءة بالمدعي.
وقد تختلف تقدير أحكام التعويضات التأديبية من بلد إلى بلد. فقد تصدر محكمة في الولايات المتحدة الأمريكية حكم تعويض تأديبي في حالة كهذه، ولكن هذا الحكم قد لا تعترف به محكمة بلد أوروبي بنفس الحجم، حيث قد تعتبره المحكة الأوروبية مجرد مخالفة للعرف الاجتماعي.

## اقرأ أيضاً
- مقياس الأضرار
- مستحقات مؤجلة
- تخصيص الأموال